# Покровське (Лубенський район)
Покровське — село в Україні, у Лубенській громаді Лубенського району Полтавської області. Населення становить 262 особи. Колишній орган місцевого самоврядування — Литвяківська сільська рада.

## Географія
Село Покровське знаходиться за 2 км від села Пологи та за 4 км від сіл Литвяки та Крем'янка. По селу протікає пересихаючий струмок з загатою.

## Історія
За радянських часів і до 2016 року село носило назву Жовтневе.
12 червня 2020 року, відповідно до розпорядження Кабінету Міністрів України № 721-р «Про визначення адміністративних центрів та затвердження територій територіальних громад Полтавської області», село увійшло до складу Лубенської міської громади.
19 липня 2020 року, в результаті адміністративно - територіальної реформи та ліквідації Лубенського району(1923-2020), село увійшло до складу новоутвореного Лубенського району.

## Населення
Згідно з переписом УРСР 1989 року чисельність наявного населення села становила 316 осіб, з яких 134 чоловіки та 182 жінки.
За переписом населення України 2001 року в селі мешкали 262 особи.

### Мова
Розподіл населення за рідною мовою за даними перепису 2001 року:
| Мова       | Відсоток |
| ---------- | -------- |
| українська | 98,85 %  |
| російська  | 0,76 %   |
| інші       | 0,39 %   |

## Економіка
- Молочно-товарна ферма.